# باري فولي
باري فولي (بالإنجليزية: Barry Foley)‏ هو لاعب قذف أيرلندي، ولد في 12 مايو 1977 في Patrickswell ‏ في جمهورية أيرلندا.